# 杵音文化藝術團
杵音文化藝術團，于1997年創立，創辦人為郭子雄、高淑娟。致力於臺東原住民族青年文化藝術的培訓與深耕。於2021年經中華民國文化部登錄認定為重要傳統表演藝術「阿美族馬蘭Macacadaay」保存者。